# Bad Earth
Bad Earth ist eine deutsche Science-Fiction-Serie, die in 45 Heftromanen vom 29. April 2003 bis zum 28. Dezember 2004 im Bastei-Verlag erschien. Seit der Einstellung als Heftromanserie wird die Reihe im Zaubermond-Verlag als Hardcoverausgabe weitergeführt.
Hauptautor und Erschaffer der Serie ist der deutsche Science-Fiction-Autor Manfred Weinland. Bad Earth war die erste neue Heftserie des Bastei-Verlages im Genre der Space Opera seit der Einstellung von Die Terranauten Mitte der Achtzigerjahre.

## Inhalt
Im Jahre 2041 geraten die Astronauten der zweiten Marsexpedition um John Cloud 211 Jahre in die Zukunft, wo die Menschen der Erde aufgrund ihrer gnadenlosen Expansionsbestrebungen in der Milchstraße als Erinjij (sinngemäß: Geißel der Galaxis) gefürchtet werden. Die Gruppe gelangt in den Besitz der SESHA, ein Raumschiff des uralten Volkes der Foronen, das John Cloud in Erinnerung an das Schiff der Marsmission RUBIKON nennt. Mit diesem kehren sie zurück in das abgeschirmte Sonnensystem, wo sie feststellen müssen, dass die Menschheit durch die geheimnisvollen Master beherrscht wird. Außerdem erfahren sie, dass ein Konflikt zwischen dem Bund CLARON, einem Zusammenschluss vieler organischer Völker, und den Jay'nac, den Führern der anorganischen Lebewesen, schwelt, die sich beide auch von den Erinjij bedroht fühlen. Im Laufe ihrer abenteuerlichen Reise gelangt die RUBIKON auch in die Große Magellansche Wolke, der Heimat der Foronen, und es gelingt der Besatzung, die Ereignisse, in deren Strudel sie geraten sind, zu verstehen.
Durch die abrupte Einstellung der Serie bei Bastei war Manfred Weinland gezwungen, die Geschichte innerhalb von zwei Romanen zu einem einigermaßen schlüssigen Ende zu bringen. Bei diesem erzwungenen „Showdown“ blieben viele Handlungsbögen offen. Gleichzeitig wurde damit aber auch die Möglichkeit geschaffen, die zu diesem Zeitpunkt bereits beschlossene Fortsetzung bei Zaubermond relativ nahtlos in den Kontext der Serie einzufügen.

## Auflagen/Erscheinungsformen
Die ersten 45 Ausgaben von Bad Earth erschienen 14-täglich im Heftformat. Parallel dazu erschien eine Buchedition, deren einzelne Bände jeweils vier leicht bearbeitete Bastei-Hefte der Reihe enthielten. Die Edition wurde mit Band 7 (Heft 28) eingestellt. 2007/2008 wurde die Edition mit den verbliebenen Heften im Hardcover fortgeführt und abgeschlossen Mohlberg-Verlag. Insgesamt erschienen 11 Bücher.
Seit Einstellung der Heftserie wurde Bad Earth in Buchform als Hardcoverausgabe mit neuen Texten in insgesamt 44 Bänden im Zaubermond-Verlag fortgesetzt.
Ab dem 19. Dezember 2017 veröffentlicht Bastei Entertainment die ursprüngliche Heftserie komplett im E-Book, im Jahr darauf folgten sämtliche Fortsetzungen aus dem Zaubermond-Verlag, die der Uksak-Verlag unter dem Serientitel „RAUMSCHIFF RUBIKON“ in sein Programm aufnahm, erhältlich auf allen einschlägigen Portalen.

## Autoren
- Manfred Weinland
- Conrad Shepherd
- Michael Marcus Thurner
- Werner K. Giesa
- Claudia Kern
- Geralt di Cordoba
- Achim Mehnert
- Susan Schwartz
- Horst Hoffmann
- Alfred Bekker
- Marc Tannous
- Marten Veit
- Luc Bahl
- Lars Urban
- Oliver Fröhlich
- Carolina Möbis

## Titelbilder
Die Titelbilder der Heftserie und der ersten Ausgaben der Hardcoverausgabe wurden fast ausnahmslos von Candy Kay geschaffen. Da es sich dabei um Computerbilder handelt, kam es in Fankreisen regelmäßig zu kontroversen Diskussionen über die Qualität der Titelbilder. Für die Fortsetzung im Buchformat werden die Titelbilder von Arndt Drechsler gezeichnet.

## Im Bastei Verlag erschienene Bände
1. Armageddon von Manfred Weinland
2. Phantomjagd von Conrad Shepherd
3. Die letzte Enklave von Michael Marcus Thurner
4. Welt unter Eis von Michael Marcus Thurner
5. Der Auserwählte von Manfred Weinland und Peter Haberl und Werner Kurt Giesa
6. Flucht in den Aquakubus von Claudia Kern und Geralt di Cordoba
7. Meister der Materie von Achim Mehnert
8. Für Menschen verboten von Achim Mehnert
9. Die Grenze zum Nichts von Werner Kurt Giesa
10. Jenseits der Grenze von Manfred Weinland
11. Architekten der Zeit von Michael Marcus Thurner
12. Planet der Kriege von Susan Schwartz
13. Komplott der Jay'nac von Manfred Weinland
14. Rückkehr ins Sonnensystem von Michael Marcus Thurner
15. Die Dschungelwelt von Horst Hoffmann
16. Hinter dem Schattenschirm von Manfred Weinland
17. Die neue Menschheit von Manfred Weinland und Susan Schwartz
18. Endstation der Träume von Manfred Weinland und Susan Schwartz
19. Fremde unter Fremden von Michael Marcus Thurner
20. Auf dem Gipfel der Macht von Alfred Bekker
21. Operation Omikron von Alfred Bekker
22. Im Zentrum der Macht von Manfred Weinland
23. Skytown von Michael Marcus Thurner
24. S.O.S. vom Mars von Michael Marcus Thurner
25. Sobek von Manfred Weinland
26. Schatten über Crysral von Alfred Bekker
27. Die Arche der Foronen von Susan Schwartz
28. Das Ende der Freiheit von Susan Schwartz
29. Am Rande der Galaxis von Alfred Bekker
30. Jeltos Traum von Marc Tannous
31. Der Ruf der Schwarzen Sonnen von Marc Tannous
32. Angriff der Gravoläufer von Alfred Bekker
33. Der Vergessene von Alfred Bekker
34. Der Meister des verbotenen Wissens von Manfred Weinland
35. Planet aus Glas von Michael Marcus Thurner
36. Die Brut von Michael Marcus Thurner
37. Das Geheimnis der Spore Auri von Alfred Bekker
38. Der große Krieg von Alfred Bekker
39. Notruf der Cirr von Manfred Weinland
40. Tod den Cirr von Marten Veit
41. Das falsche Universum von Marc Tannous
42. Der letzte Ganf von Luc Bahl
43. Die Begegnung von Alfred Bekker
44. Der Jahrtausendplan von Manfred Weinland
45. Die träumende Galaxis von Manfred Weinland

## Im HJB und Mohlberg Verlag erschienene Bände
1. Invasion!
2. Meister der Materie
3. Artefakt
4. Rückkehr ins Sonnensystem
5. Die neue Menschheit
6. Im Zentrum der Macht
7. Das Ende der Freiheit
8. Der Ruf der schwarzen Sonnen
9. Die Brut
10. Der Große Krieg
11. Der Jahrtausendplan

## Bände der Zaubermond Buchausgabe
1. Die geheime Macht von Manfred Weinland und Peter Haberl
2. Hinter dem Horizont von Susan Schwartz
3. Die Perle Chardhin von Alfred Bekker
4. Vergessene Welten von Marc Tannous
5. Die Satoga-Kriege von Manfred Weinland und Marc Tannous
6. Insel im Nichts von Alfred Bekker
7. Die hermetische Galaxis von Susan Schwartz
8. Entartete Zeit von Manfred Weinland
9. Das erste Reich von Alfred Bekker
10. Die Welten des Prosper Mérimée von Manfred Weinland
11. Himmel ohne Sterne von Marc Tannous
12. Perlen der Schöpfung von Manfred Weinland
13. Echo! von Manfred Weinland
14. Der Gott der Nargen von Lars Urban
15. Verlöschende Sterne von Alfred Bekker
16. Die Negaperle von Manfred Weinland
17. Die verpuppte Kolonie von Manfred Weinland
18. Die gestohlene Residenz von Marc Tannous
19. Die ozeanische Sonne von Manfred Weinland
20. Die Graue Eminenz von Manfred Weinland
21. Metamenschen von Manfred Weinland
22. Der träumende Tod von Manfred Weinland
23. Die Wahrheit der Bractonen von Manfred Weinland
24. Meister der Lüge von Manfred Weinland
25. In absoluter Fremde von Manfred Weinland
26. Die Getilgten von Manfred Weinland
27. Welt der Welten von Oliver Fröhlich
28. Die Oort-Erde von Manfred Weinland
29. Das Geheimnis der Auruunen von Manfred Weinland und Carolina Möbis
30. Die Irrfahrt der RUBIKON von Carolina Möbis
31. Die Gaukler von Scharan von Manfred Weinland
32. Am Scheideweg von Manfred Weinland und Carolina Möbis
33. Zeitenwechsel von Manfred Weinland
34. Alte Erde, neue Erde von Manfred Weinland
35. Das Zentrale Element von Manfred Weinland
36. Die Schockwelle von Manfred Weinland
37. KRISTALLARIUM von Manfred Weinland
38. Das letzte Zeitalter von Manfred Weinland
39. Neue Herren von Manfred Weinland
40. Sterbendes Universum von Manfred Weinland
41. Die Geister von Nomad von Manfred Weinland
42. Kettenreaktion von Manfred Weinland
43. Die letzte Arche von Manfred Weinland
44. Am Ende der Ewigkeit von Manfred Weinland

## Verlage
- Bastei-Verlag
- Zaubermond-Verlag
- HJB-Verlag
- Mohlberg-Verlag
- Bastei Entertainment
- Uksak Ebook-Verlag